# Túnel del Cadí
El túnel del Cadí es un túnel carretero de peaje situado en el Prepirineo catalán, en la sierra del Cadí. Une las comarcas del Alto Bergadá y de la Cerdaña. Fue construido por la empresa Infraestructuras de Cataluña SA entre los años 1982 y 1984. La inauguración y puesta en servicio tuvo lugar el 30 de octubre de 1984. Tiene una longitud de 5026 metros. Es el cuarto túnel carretero más largo de España y el tercero más largo de Cataluña tras los túneles I y II de Viella (Alfonso XIII y Juan Carlos I), de 5260 y 5230 metros.
Estrictamente hablando, el tramo de peaje se extiende entre Bagá y Alp, no solo al túnel.

## Alternativa gratuita
El tramo Bagá-Alp se puede recorrer, además de por el túnel del Cadí, por una serie de carreteras gratuitas. La mayor parte de todo vehículo que circule por estas convendrá a motivos estrictamente paisajísticos y de placer a las rutas de sierra y/o montañosas.
Al llegar a Bagá, es necesario abandonar la  C-16  y tomar la  B-402  en dirección a La Pobla de Lillet. Al llegar a esta localidad, se debe tomar la  BV-4031  en dirección a Castellar de Nuch. Al final de esta carretera, se gira a la izquierda y se toma la  GI-400  en dirección hacia La Molina. En La Molina, finalmente, se toma la  GIV-4082  hasta Alp, donde se enlaza de nuevo con un ramal de la  C-16 , ya al otro lado de la sierra, que lleva hacia la  N-260  y Puigcerdá, junto a la frontera francesa.
No obstante lo anterior, la "alternativa gratuita natural" es la  BV-4024 , a través del Coll de Pal, si bien esta carretera no recibe mantenimiento alguno desde la apertura del túnel de pago hace casi 40 años y está sin asfaltar en algunos tramos.

## Historia
En 1969, la Sociedad Promociones Pirenaicas S.A. solicita ante el Ministerio de Obras Públicas la concesión para la construcción y explotación de un túnel de peaje para enlazar las comarcas del Alto Bergadá y la Cerdaña salvando el desnivel de la sierra. En 1980 la empresa Infraestructuras de Cataluña, participada por varias cajas de ahorro, reactiva el proyecto y las obras se inician en 1982, completándose dos años más tarde.
Los accionistas del túnel son en 2008 los siguientes:
- Gestió d’Infraestructures, SA
- Autopistas, Concesionaria Española, SA (Unipersonal)
- Generalidad de Cataluña
- Invercartera, SA (Unipersonal)
- Caixa d'Estalvis de Manresa
- Seguros Catalana Occidente de Seguros y Reaseguros, SA
- Diputación de Barcelona
- Banco de Sabadell, SA
- Cedinsa
- Otros accionistas con participación individual inferior al 0,5 %

El 13 de febrero de 2008 concluyeron las obras de ampliación del túnel de evacuación y las galerías de comunicación con el túnel principal. Las obras consistieron en construir los 3,7 km de túnel que faltaban y 19 nuevas galerías de evacuación, estas obras supusieron unos costes de 23 millones de euros.
El 18 de septiembre de 2008 se adjudicaron las obras para pavimentar de nuevo los 53 000 m² de suelo del túnel y sus accesos.

## Futuro
Estaba prevista la construcción de un segundo tubo viario que podría haber estado terminado en el año 2022, este nuevo túnel hubiera permitido dar continuidad a la autovía C-16 (De Barcelona a Toulouse por Manresa).

## Características
Tiene una longitud de 5026 metros, dos carriles de circulación con una mediana de seguridad de 2 metros y un túnel paralelo que sirve como galería de evacuación. La boca sur se encuentra a 1175 metros de altitud dentro del municipio de Guardiola de Berga. La boca norte se encuentra a una altitud de 1236 metros, en Urús (Baja Cerdaña).